# Arkas
Arkas fue una aerolínea dedicada al transporte de carga, cuya matriz operaba en el Aeropuerto Internacional José María Córdova (MDE) de Medellín, Colombia. Operó también en el Aeropuerto Internacional El Dorado (BOG), de Bogotá, Aeropuerto Internacional Alfonso Bonilla Aragón (CLO), de Cali, y el Aeropuerto Internacional Ernesto Cortissoz (BAQ), de Barranquilla. 

## Flota histórica
Arkas poseía una flota compuesta por dos aeronaves de tipo ATR 42-320F, de matrículas HK-4492 y HK-4493. Estas aeronaves estaban adaptadas exclusivamente para el transporte de hasta 5600 kilos de carga. Pero actualmente permanecen abandonadas y fuera de servicio en la plataforma de carga del Aeropuerto Internacional José María Córdova de Rionegro, Antioquia.
| Aeronaves | Número | Introducido | Retirado | Matrículas        |
| --------- | ------ | ----------- | -------- | ----------------- |
| ATR 42    | 2      | 2007        | 2010     | HK-4492 y HK-4493 |

## Destinos
Arkas volaba de forma regular a los siguientes destinos en Colombia:
| Destinos            | Aeropuertos                                     |
| ------------------- | ----------------------------------------------- |
| Barranquilla        | Aeropuerto Internacional Ernesto Cortissoz      |
| Bogotá              | Aeropuerto Internacional El Dorado              |
| Cali                | Aeropuerto Internacional Alfonso Bonilla Aragón |
| Cartagena de Indias | Aeropuerto Internacional Rafael Núñez           |
| Pereira             | Aeropuerto Internacional Matecaña               |
| Quibdó              | Aeropuerto El Caraño                            |
| Rionegro            | Aeropuerto Internacional José María Córdova     |

Además, en ocasiones operaba vuelos a los siguientes destinos:
| Destinos              | Aeropuertos                                    |
| --------------------- | ---------------------------------------------- |
| Acandí                | Aeropuerto Alcides Fernández                   |
| Bahía Solano          | Aeropuerto José Celestino Mutis                |
| Inírida               | Aeropuerto César Gaviria Trujillo              |
| Mitú                  | Aeropuerto Fabio Alberto León Bentley          |
| Puerto Carreño        | Aeropuerto Germán Olano                        |
| San Andrés            | Aeropuerto Internacional Gustavo Rojas Pinilla |
| San José del Guaviare | Aeropuerto Jorge Enrique González              |
| Villavicencio         | Aeropuerto Vanguardia                          |
| Yopal                 | Aeropuerto El Alcaraván                        |